# Kaqusha Jashari
Kaqusha Jashari (serbokroatisch Каћуша Јашари Kaćuša Jašari, * 16. August 1946 in Srbica, FVR Jugoslawien; † 6. Mai 2025) war eine jugoslawische bzw. kosovarische Politikerin (Sozialdemokratischen Partei des Kosovo, Partia Demokratike e Kosovës).

## Leben
Sie absolvierte ein technisches Studium und war unter anderem als Lehrerin tätig, bevor sie ab 1975 hauptamtliche Funktionärin im Bund der Kommunisten Jugoslawiens wurde. Ab 1987 war sie Vorsitzende des Exekutivrates der Sozialistischen Autonomen Provinz Kosovo. Im November 1988 wurden sie und der Präsident der Sozialistischen Autonomen Provinz Kosovo, Azem Vllasi, von Slobodan Milošević abgesetzt, da sie die Aufhebung der Autonomie der Provinz ablehnten.
Danach war sie in der Straßenverwaltung des Kosovo sowie in einem privaten Unternehmen tätig. Sie gehörte seit Anfang der 1990er Jahre der Partia Socialdemokrate e Kosovës an, deren Vorsitzende sie im Jahr 2000, als Nachfolgerin von Besim Bokshi, wurde. Ab 2007 gehörte sie dem Parlament des Kosovo an, für das sie auf der Liste der Partia Demokratike e Kosovës kandidierte (ihre Partei verzichtete auf eine eigenständige Kandidatur). Den Parteivorsitz der Sozialdemokraten übernahm 2008 Agim Çeku, während Kaqusha Jashari Vorsitzende der sozialdemokratischen Frauenorganisation wurde.

## Privates
Sie war verheiratet und hatte zwei Kinder. Ihr Bruder ist der ehemalige jugoslawische Handballnationalspieler Petrit Fejzula.